# Gaurax suturalis
Gaurax suturalis är en tvåvingeart som först beskrevs av Malloch 1941.  Gaurax suturalis ingår i släktet Gaurax och familjen fritflugor. Inga underarter finns listade i Catalogue of Life.